# قرية العشاق (فلم)
قرية العشاق، فيلم مصري من إنتاج عام 1954.

## الأحداث
في إحدى القرى تولد قصة حب بين فاطمة (ماجدة) وعبد الكريم (يحيى شاهين)، ولكنه قبل الزواج منها توقعه شهيرة (سميرة أحمد) ابنة المدينة في حبائلها، وتخطئ معه، وأمام هذه الخطيئة يقرر الزواج منها والتخلي عن فاطمة بعد أن أخذ رأي إمام مسجد القرية (حسين رياض). وفي نفس يوم الزفاف؛ تهرب شهيرة مع عشيق آخر لها، مما يصدم عبد الكريم، ويقرر الزواج من فاطمة.
وتمر الأيام وتنجب الأسرة طفلاً، إلا أن شهيرة تعود للقرية مع زوجها الذي هربت معه، تحاول التودد إلى عبد الكريم لكنه يصدها وأخبرها أن الله رزقه بطفل، لذلك تقرر الانتقام منه بقتل وليده لكي لا توجد حجة لتفريقهما وتهرب خارج القرية وتصاب بهاجس نفسي بعد أن أنجبت طفلاً هي الأخرى، وظن عبد الكريم أن زوجته أهملته ابنه لذلك مات وعاملها بقسوة.
تظهر شهيرة مرة أخرى وتتودد إلى عبد الكريم؛ وتتفق معه على مقابلته في المساء بمنزلها بالقرية، وتتبعه فاطمة؛ والتي ظنت شهيرة أن فاطمة تحاول قتل ابنها، وتطلق النار من وراء الباب فتقتل زوجها بالخطأ، وعرف عبد الكريم الحقيقة أن شهيرة قتلت ابنه؛ لذلك أطلقت عليه النار وأصابته. ثم تهرب وتموت غرقاً تاركة ابنها الصغير، وفكرت فاطمة في قتل ابن شهيرة وصوبت نحوه البندقية؛ لكن منعها زوجها وقررا تربية الطفل.

## طاقم التمثيل
- ماجدة
- يحيى شاهين
- سميرة أحمد
- حسين رياض
- عبد الوارث عسر
- فردوس محمد
- وداد حمدي
- صلاح نظمي
- محمد الطوخي
- حمدي غيث
- عبد المنعم إبراهيم
- عبد المنعم إسماعيل
- نعمت مختار
- إبراهيم حشمت
- عبد الحميد بدوي
- شفيق نور الدين
- عبد المنعم بسيوني
- عبد العظيم كامل
- كوثر شفيق

## روابط خارجية
- مقالات تستعمل روابط فنية بلا صلة مع ويكي بيانات